# Drew Neitzel
Drew Alan Neitzel (Grand Rapids, 7 maggio 1985) è un ex cestista statunitense, professionista nella NBDL e in Europa.

## Carriera
Con gli Stati Uniti ha disputato i Giochi panamericani di Rio de Janeiro 2007.